# Campeonato Europeu de Atletismo Sub-23 de 2019
O Campeonato Europeu de Atletismo Sub-23 de 2019 foi a 12ª edição do campeonato, organizado pela Associação Europeia de Atletismo (AEA) para atletas que não completaram seu 23º aniversário em 2019. A competição ocorreu no Estádio Gunder Hägg, em Gävle, na Suécia, entre 11 e 14 de julho de 2019. Foram disputadas 44 provas no campeonato, no qual participaram 1.105 atletas de 50 nacionalidades. 

## Medalhistas
Esses foram os resultados do campeonato. 

### Masculino
| Evento                      | Ouro | Ouro             | Prata                                                                                              | Prata          | Bronze                                                                                                 | Bronze   |
| --------------------------- | --- | ---------------- | -------------------------------------------------------------------------------------------------- | -------------- | --- | -------- |
| 100 metros                  | Henrik Larsson · Suécia                                                                                 | 10.23            | Oliver Bromby · Grã-Bretanha                                                                       | 10.24          | Joris van Gool · Países Baixos                                                                         | 10.27    |
| 200 metros                  | Shemar Boldizsar · Grã-Bretanha                                                                         | 20.89            | Kobe Vleminckx · Bélgica                                                                           | 21.04          | Ryan Zézé França                                                                                       | 21.05    |
| 400 metros                  | Fabrisio Saïdy França                                                                                   | 45.79 EU23L      | Cameron Chalmers · Grã-Bretanha                                                                    | 45.92          | Brayan Lopez · Itália                                                                                  | 46.16    |
| 800 metros                  | Mateusz Borkowski · Polónia                                                                             | 1:48.75          | Spencer Thomas · Grã-Bretanha                                                                      | 1:49.06        | Pablo Sánchez-Valladares · Espanha                                                                     | 1:49.36  |
| 1 500 metros                | Ignacio Fontes · Espanha                                                                                | 3:50.38          | Piers Copeland · Grã-Bretanha                                                                      | 3:50.89        | Elzan Bibić · Sérvia                                                                                   | 3:50.90  |
| 5 000 metros                | Jimmy Gressier França                                                                                   | 14:16.55         | Hugo Hay França                                                                                    | 14:17.00       | Abdessamad Oukhelfen · Espanha                                                                         | 14:17.23 |
| 10 000 metros               | Jimmy Gressier França                                                                                   | 28:44.17         | Tadesse Getahon · Israel                                                                           | 28:46.97       | Emile Cairess · Grã-Bretanha                                                                           | 28:50.21 |
| 20 km marcha atlética       | Vasiliy Mizinov Atletas independentes (AEA)                                                             | 1:21:29 EU23L    | Salih Korkmaz · Turquia                                                                            | 1:21:32        | Callum Wilkinson · Grã-Bretanha                                                                        | 1:22:13  |
| 110 metros barreiras        | Jason Joseph · Suíça                                                                                    | 13.45            | Michał Sierocki · Polónia                                                                          | 13.63          | Cameron Fillery · Grã-Bretanha                                                                         | 13.64    |
| 400 metros barreiras        | Wilfried Happio França                                                                                  | 49.03 EU23L,     | Nick Smidt · Países Baixos                                                                         | 49.49          | Emil Agyekum · Alemanha                                                                                | 49.69    |
| 3.000 metros com obstáculos | Frederik Ruppert · Alemanha                                                                             | 8:44.49          | Alexis Phelut França                                                                               | 8:45.04        | Simon Sundström · Suécia                                                                               | 8:45.82  |
| 4×100 metros estafetas      | Kevin Kranz · Marvin Schulte · Deniz Almas · Philipp Trutenat · Alemanha                                | 39.22            | Amaury Golitin Ryan Zézé Yanis Ammour Max Sirguey França                                           | 39.57          | Simon Verherstraeten · Kobe Vleminckx · Antoine Snyders · Raphaël Kapenda · Camille Snyders* · Bélgica | 39.77    |
| 4×400 metros estafetas      | Maximilian Grupen · Marvin Schlegel · Fabian Dammermann · Manuel Sanders · Jean Paul Bredau* · Alemanha | 3:03.92          | Alex Haydock-Wilson · Lee Thompson · Joe Brier · Cameron Chalmers · Ellis Greatrex* · Grã-Bretanha | 3:04.59        | Loïc Prévot Téo Andant Lidji Mbaye Fabrisio Saïdy Diego Milla* Lorenzo Ricque* França                  | 3:05.36  |
| Salto em altura             | Maksim Nedasekau · Bielorrússia                                                                         | 2.29 m           | Tom Gale · Grã-Bretanha                                                                            | 2.27 m         | Norbert Kobielski · Polónia                                                                            | 2.23 m   |
| Salto com vara              | Bo Kanda Lita Bähre · Alemanha                                                                          | 5.65 m           | Emmanouil Karalis · Grécia                                                                         | 5.60 m         | Thibaut Collet França                                                                                  | 5.60 m   |
| Salto em comprimento        | Miltiadis Tentoglou · Grécia                                                                            | 8.32 m EL        | Héctor Santos · Espanha                                                                            | 8.19 m         | Gabriele Chilà · Itália                                                                                | 8.00 m   |
| Salto triplo                | Necati Er · Turquia                                                                                     | 17.37 m WU23L    | Nazim Babayev · Azerbaijão                                                                         | 17.03 m        | Andrea Dallavalle · Itália                                                                             | 16.95    |
| Arremesso de peso           | Konrad Bukowiecki · Polónia                                                                             | 21.51 m          | Leonardo Fabbri · Itália                                                                           | 20.50 m        | Wictor Petersson · Suécia                                                                              | 19.53 m  |
| Lançamento de disco         | Kristjan Čeh · Eslovênia                                                                                | 63.82 m WU23L,   | Clemens Prüfer · Alemanha                                                                          | 62.15 m        | Oskar Stachnik · Polónia                                                                               | 60.01 m  |
| Lançamento do martelo       | Alberto González · Espanha                                                                              | 74.36 m          | Bence Halász · Hungria                                                                             | 74.14 m        | Myhaylo Havrylyuk · Ucrânia                                                                            | 72.23 m  |
| Lançamento do dardo         | Cyprian Mrzygłód · Polónia                                                                              | 84.97 m , NU23R, | Alexandru Novac · Roménia                                                                          | 81.75 m        | Aliaksei Katkavets · Bielorrússia                                                                      | 80.31 m  |
| Decatlo                     | Niklas Kaul · Alemanha                                                                                  | 8572 pts         | Johannes Erm · Estónia                                                                             | 8445 pts NU23R | Manuel Eitel · Alemanha                                                                                | 8067 pts |

* Medalhistas que participaram apenas nas eliminatórias.

### Feminino
| Evento                      | Ouro                                                                                 | Ouro           | Prata                                                                                | Prata          | Bronze                                                                                        | Bronze         |
| --------------------------- | ------------------------------------------------------------------------------------ | -------------- | ------------------------------------------------------------------------------------ | -------------- | --------------------------------------------------------------------------------------------- | -------------- |
| 100 metros                  | Ewa Swoboda · Polónia                                                                | 11.15          | Cynthia Leduc França                                                                 | 11.40          | Lisa Nippgen · Alemanha                                                                       | 11.45          |
| 200 metros                  | Sindija Bukša · Letónia                                                              | 23.24          | Estelle Raffai França                                                                | 23.35          | Sarah Richard França                                                                          | 23.50          |
| 400 metros                  | Natalia Kaczmarek · Polónia                                                          | 52.34          | Lada Vondrová · Chéquia                                                              | 52.40          | Andrea Miklos · Roménia                                                                       | 52.66          |
| 800 metros                  | Jemma Reekie · Grã-Bretanha                                                          | 2:05.19        | Ellie Baker · Grã-Bretanha                                                           | 2:06.33        | Nadia Power · Irlanda                                                                         | 2:06.68        |
| 1 500 metros                | Jemma Reekie · Grã-Bretanha                                                          | 4:22.81        | Elise Vanderelst · Bélgica                                                           | 4:23.50        | Marta Zenoni · Itália                                                                         | 4:23.96        |
| 5 000 metros                | Anna Emilie Møller · Dinamarca                                                       | 15:07.70       | Alina Reh · Alemanha                                                                 | 15:11.25       | Célia Antón · Espanha                                                                         | 15:28.66 NU23R |
| 10 000 metros               | Alina Reh · Alemanha                                                                 | 31:39.34       | Miriam Dattke · Alemanha                                                             | 32:29.45       | Jasmijn Lau · Países Baixos                                                                   | 33:35.66       |
| 20 km marcha atlética       | Ayşe Tekdal · Turquia                                                                | 1:34:47        | Olga Niedziałek · Polónia                                                            | 1:35:54        | Yana Smerdova Atletas independentes (AEA)                                                     | 1:35:58        |
| 100 metros barreiras        | Elvira Herman · Bielorrússia                                                         | 12.70          | Klaudia Siciarz · Polónia                                                            | 12.82          | Laura Valette França                                                                          | 12.97          |
| 400 metros barreiras        | Paulien Couckuyt · Bélgica                                                           | 56.17          | Linda Olivieri · Itália                                                              | 56.22          | Yasmin Giger · Suíça                                                                          | 56.37          |
| 3.000 metros com obstáculos | Anna Emilie Møller · Dinamarca                                                       | 9:27.31        | Eilish Flanagan · Irlanda                                                            | 9:51.72        | Claudia Prisecaru · Roménia                                                                   | 9:53.21        |
| 4×100 metros estafetas      | Jennifer Montag · Keshia Kwadwo · Sophia Junk · Lisa Nippgen · Alemanha              | 43.45          | Leisly Regulier Eloise de la Taille Estelle Raffai Sarah Richard França              | 43.82          | Klaudia Siciarz · Marlena Gola · Martyna Kotwiła · Ewa Swoboda · Jagoda Mierzyńska* · Polónia | 44.08          |
| 4×400 metros estafetas      | Karolina Łozowska · Natalia Wosztyl · Natalia Widawska · Natalia Kaczmarek · Polónia | 3:32.56        | Lily Beckford · Finette Agyapong · Yasmin Liverpool · Hannah Williams · Grã-Bretanha | 3:32.91        | Nelly Schmidt · Corinna Schwab · Alica Schmidt · Luna Bulmahn · Alemanha                      | 3:33.83        |
| Salto em altura             | Yuliya Levchenko · Ucrânia                                                           | 1.97 m         | Christina Honsel · Alemanha                                                          | 1.92 m         | Ella Junnila · Finlândia                                                                      | 1.92 m         |
| Salto com vara              | Angelica Moser · Suíça                                                               | 4.56 m EU23L   | Amálie Švábícová · Chéquia                                                           | 4.35 m         | Yelizaveta Bondarenko Atletas independentes (AEA)                                             | 4.35 m         |
| Salto em comprimento        | Hilary Kpatcha França                                                                | 6.73 m         | Petra Beáta Farkas · Hungria                                                         | 6.55 m         | Milica Gardašević · Sérvia                                                                    | 6.43 m         |
| Salto triplo                | Diana Zagainova · Lituânia                                                           | 13.89 m        | Tuğba Danışmaz · Turquia                                                             | 13.85 m NU23R, | Viyaleta Skvartsova · Bielorrússia                                                            | 13.79 m        |
| Arremesso de peso           | Alina Kenzel · Alemanha                                                              | 17.94 m        | Katharina Maisch · Alemanha                                                          | 17.64 m        | Julia Ritter · Alemanha                                                                       | 17.17 m        |
| Lançamento de disco         | Marija Tolj · Croácia                                                                | 62.76 m EU23L, | Alexandra Emilianov · Moldávia                                                       | 57.30 m        | Annina Brandenburg · Alemanha                                                                 | 56.52 m        |
| Lançamento do martelo       | Sofiya Palkina Atletas independentes (AEA)                                           | 71.08 m        | Nastassia Maslava · Bielorrússia                                                     | 69.36 m        | Sara Fantini · Itália                                                                         | 68.35 m        |
| Lançamento do dardo         | Annika Fuchs · Alemanha                                                              | 63.38 m        | Eda Tuğsuz · Turquia                                                                 | 61.03 m        | Evelina Mendes França                                                                         | 55.57 m        |
| Heptatlo                    | Géraldine Ruckstuhl · Suíça                                                          | 6274 pts       | Sophie Weißenberg · Alemanha                                                         | 6175 pts       | Hanne Maudens · Bélgica                                                                       | 6093 pts       |

* Medalhistas que participaram apenas nas eliminatórias.

## Quadro de medalhas
| Ordem | País                        | Medalha de ouro | Medalha de prata | Medalha de bronze | Total |
| ----- | --------------------------- | --------------- | ---------------- | ----------------- | ----- |
| 1     | Alemanha                    | 9               | 6                | 6                 | 21    |
| 2     | Polónia                     | 6               | 3                | 3                 | 12    |
| 3     | França                      | 5               | 6                | 6                 | 17    |
| 4     | Grã-Bretanha                | 3               | 8                | 3                 | 14    |
| 5     | Suíça                       | 3               | 0                | 1                 | 4     |
| 6     | Turquia                     | 2               | 3                | 0                 | 5     |
| 7     | Espanha                     | 2               | 1                | 3                 | 6     |
| 8     | Bielorrússia                | 2               | 1                | 2                 | 5     |
| 9     | Atletas Independentes (AEA) | 2               | 0                | 2                 | 4     |
| 10    | Dinamarca                   | 2               | 0                | 0                 | 2     |
| 11    | Bélgica                     | 1               | 2                | 2                 | 5     |
| 12    | Grécia                      | 1               | 1                | 0                 | 2     |
| 13    | Suécia                      | 1               | 0                | 2                 | 3     |
| 14    | Ucrânia                     | 1               | 0                | 1                 | 2     |
| 15    | Croácia                     | 1               | 0                | 0                 | 1     |
| 15    | Letónia                     | 1               | 0                | 0                 | 1     |
| 15    | Lituânia                    | 1               | 0                | 0                 | 1     |
| 15    | Eslovênia                   | 1               | 0                | 0                 | 1     |
| 19    | Itália                      | 0               | 2                | 5                 | 7     |
| 20    | Chéquia                     | 0               | 2                | 0                 | 2     |
| 20    | Hungria                     | 0               | 2                | 0                 | 2     |
| 22    | Países Baixos               | 0               | 1                | 2                 | 3     |
| 22    | Roménia                     | 0               | 1                | 2                 | 3     |
| 24    | Irlanda                     | 0               | 1                | 1                 | 2     |
| 25    | Azerbaijão                  | 0               | 1                | 0                 | 1     |
| 25    | Estónia                     | 0               | 1                | 0                 | 1     |
| 25    | Israel                      | 0               | 1                | 0                 | 1     |
| 25    | Moldávia                    | 0               | 1                | 0                 | 1     |
| 29    | Sérvia                      | 0               | 0                | 2                 | 2     |
| 30    | Finlândia                   | 0               | 0                | 1                 | 1     |
|       | Totale                      | 44              | 44               | 44                | 132   |

## Participantes por nacionalidade
Um total de 1.105 atletas de 50 países participaram do campeonato. 
- Albânia (1)
- Andorra (1)
- Armênia (2)
- Áustria (14)
- Azerbaijão (1)
- Bielorrússia (27)
- Bélgica (26)
- Bósnia e Herzegovina (5)
- Bulgária (8)
- Croácia (10)
- Chipre (6)
- Chéquia (32)
- Dinamarca (13)
- Estónia (11)
- Finlândia (47)
- França (81)
- Geórgia (4)
- Alemanha (71)
- Grã-Bretanha (61)
- Grécia (25)
- Hungria (31)
- Atletas independentes  (14)
- Islândia (3)
- Irlanda (43)
- Israel (9)
- Itália (72)
- Kosovo (1)
- Letónia (16)
- Liechtenstein (1)
- Lituânia (13)
- Luxemburgo (2)
- Macedônia do Norte (2)
- Malta (3)
- Mónaco (1)
- Montenegro (1)
- Moldávia (4)
- Países Baixos (24)
- Noruega (26)
- Polónia (56)
- Portugal (32)
- Roménia (29)
- San Marino (1)
- Sérvia (11)
- Eslováquia (11)
- Eslovênia (9)
- Espanha (48)
- Suécia (51)
- Suíça  (36)
- Turquia (51)
- Ucrânia (55)

Legenda
| Recorde mundial       | Recorde mundial (World record)               |                       | Recorde africano                      | Recorde africano (African) |                                           | Q | Classificado por posição (Qualified) |
| Recorde do campeonato | Recorde do campeonato (Championship record)  | Recorde da América    | Recorde da América (Americas)         | q                          | Classificado por melhor tempo (Qualified) |   |                                      |
| Melhor marca do ano   | Melhor marca do ano (World leading)          | Recorde asiático      | Recorde asiático (Asian)              | DNS                        | Não largou (Did not start)                |   |                                      |
| Recorde nacional      | Recorde nacional (National record)           | Recorde europeu       | Recorde europeu (European)            | DNF                        | Não terminou (Did not finish)             |   |                                      |
| Recorde pessoal       | Recorde pessoal do atleta (Personal best)    | Recorde da Oceania    | Recorde da Oceania (Oceania)          | DSQ / DQ                   | Desclassificado (Disqualified)            |   |                                      |
| Recorde da temporada  | Recorde da temporada do atleta (Season best) | Recorde sul-americano | Recorde sul-americano (South America) | NM                         | Sem marca (No mark)                       |   |                                      |